# Гинзбург, Лидия Яковлевна
Ли́дия Я́ковлевна Ги́нзбург (18 марта 1902, Одесса — 17 июля 1990, Ленинград) — советский литературовед, писательница, мемуаристка, доктор филологических наук (1957). Лауреат Государственной премии СССР (1988).

## Биография и творчество
Родилась 5 марта (по старому стилю) 1902 года в Одессе, в семье городнянского мещанина, доктора химии, инженера Якова Моисеевича Гинзбурга (1864—1909) и Рахили (Раисы) Давидовны Гинзбург (урождённой Гольденберг; 1867—1942). Сестра режиссёра Виктора Яковлевича Типота, тётя писательницы Натальи Соколовой.
После смерти отца 14 декабря 1909 года жила и воспитывалась у дяди — инженера-химика Марка Моисеевича Гинзбурга (?—1934). Окончила словесный факультет Института истории искусств в Ленинграде (1926), где с 1922 года была ученицей Бориса Эйхенбаума.
Гинзбург подчёркивала, что как личность сформировалась в 1920-е годы. В это время была близка к формальной школе, публиковалась в кругу младоформалистов — Николая Степанова, Виктора Гофмана, Николая Коварского, Вениамина Каверина и других. В связи с близостью к литературно-художественному авангарду планировалось её и младоформалистов совместное участие в сборниках театрального коллектива «Радикс» (1927) и сборнике обэриутов «Ванна Архимеда» (1929, не вышел).
После закрытия ГИИ преподавала на рабфаке.
С 1935 года — член Союза писателей СССР. В 1940 году в ЛГУ защитила в качестве кандидатской диссертации монографию «Творческий путь Лермонтова».
Пережила блокаду Ленинграда, потеряла мать (1942), умершую от дистрофии. Работала штатным редактором городского радиокомитета. Доцент кафедры литературы Карело-Финского университета (1947—1950).
В 1957 году вышла монография «„Былое и думы“ Герцена», которая легла в основу докторской диссертации учёного. Значительным вкладом в теоретическое литературоведение стали книги Л. Я. Гинзбург «О лирике» (1964) и «О психологической прозе» (1971).
Лично знала Ахматову, Маяковского, Заболоцкого, Шкловского, Эйхенбаума, Тынянова, Н. Я. Мандельштам и оставила воспоминания о них. Автор многих работ о Бенедиктове, Вяземском, Веневитинове и др.
Известность за пределами круга литературоведов пришла к 82-летней Гинзбург после публикации журналом «Нева» первой части «Записок блокадного человека» (1984). Вторая и третья части «Записок» увидели свет в сборниках прозы Гинзбург «Литература в поисках реальности» (1987) и «Человек за письменным столом» (1989). «Записки блокадного человека» переведены на английский, французский, испанский, немецкий, нидерландский, шведский языки.

## Публикации
- «Агентство Пинкертона» (1932)
- «Творческий путь Лермонтова» (1940)
- «„Былое и думы“ Герцена» (1957)
- «О лирике» (1964, 1974, 1997)
- «О психологической прозе» (1971, 1977; англ. пер. 1991)
- «О литературном герое» (1979)
- «О старом и новом» (1982)
- «Записки блокадного человека» (1984—1989)
- «Литература в поисках реальности» (1987)
- «Человек за письменным столом» (1989)
- «Претворение опыта» (1991)
- «Записные книжки» (1999)
- «Записные книжки. Воспоминания. Эссе» (2002)
- «Работы довоенного времени: Статьи. Рецензии. Монография» (2007)
- «Проходящие характеры: Проза военных лет. Записки блокадного человека» (2011)[8]

Мемуаристика Гинзбург и её записные книжки 1920—1980-х годов стали публиковаться лишь в годы Перестройки и до сих пор не напечатаны полностью. Частично опубликована её переписка с Н. Мандельштам, Н. Ильиной, Б. Бухштабом.